# Francis Reynolds-Moreton (3e baron Ducie)
Francis Reynolds-Moreton, 3e baron Ducie (28 mars 1739 - 19 août 1808) est un homme politique britannique et officier de marine. 

## Biographie
Il sert dans la Royal Navy et reçoit le rang de lieutenant avec une date d'ancienneté le 12 avril 1762. Au début de la Guerre d'indépendance des États-Unis il est promu capitaine et est envoyé aux Antilles, commandant du HMS Monarch. Il commande le navire pendant la Bataille de la baie de Chesapeake en septembre 1781 et participe à la capture de Saint Eustatius, à la bataille de Saint-Christophe, la bataille des Saintes et la Bataille du canal de la Mona. 
De 1784 à 1785, Reynolds-Moreton est député de Lancaster avant de recevoir son titre de son frère Thomas. 
Ducie Island, dans l'océan Pacifique, est nommé en son honneur par le capitaine Edward Edwards du HMS Pandora, qui sert sous Ducie pendant qu'il commande le HMS Augusta (en). 
Il se marie deux fois. D'abord en 1774 à Mary Purvis de Shepton Mallet, dont il a deux fils: son héritier Thomas et Augustus John, qui devient lieutenant-colonel dans le Grenadier Guards. Après le décès de Mary, il se remarie en 1791 avec Sarah Child, veuve du banquier londonien Robert Child.